# ۱۸۹۹
سال ۱۸۹۹ میلادی آخرین سال از دهه ۱۸۹۰ در سده ۱۹ میلادی بود.

## رویدادها
- ۱۸۹۹ - تأسیس باشگاه بارسلونا اسپانیا

## زادروزها
- ۱۷ ژانویه - آل کاپون، گانگستر و خلاف‌کار آمریکایی
- ۲۳ ژوئن – آنا آخماتووا، شاعر و نویسنده روس
- ۱۳ اوت – آلفرد هیچکاک، کارگردان انگلیسی
- ۲۳ فوریه – اریش کستنر، نویسنده آلمانی
- ۲۴ اوت – خورخه لوئیس بورخس، نویسنده، شاعر و ادیب آرژانتینی
- ۱۲ ژانویه – پل هرمان مولر، شیمی‌دان سوئیسی (د. ۱۹۶۵)
- ۱۳ مارس – جان هاسبورک وان ولک، ریاضی‌دان و فیزیک‌دان آمریکایی (د. ۱۹۸۰)
- ۲۹ مارس – لاورنتی بریا، سیاست‌مدار اهل گرجستان و رئیس کمیساریای خلق در امور داخلی اتحاد جماهیر شوروی (د. ۱۹۵۳)
- ۹ آوریل – هانس یشونک، نظامی آلمانی و رئیس ستاد کل لوفت‌وافه (د. ۱۹۴۳)
- ۲۱ آوریل – پرسی لاون جولیان، شیمی‌دان آمریکایی (د. ۱۹۷۵)
- ۲۳ آوریل – برتیل اوهلین، اقتصاددان و سیاست‌مدار سوئدی (د. ۱۹۷۹)
- ۲۴ آوریل – اسکار زاریسکی، ریاضی‌دان آمریکایی (د. ۱۹۸۶)
- ۸ مه – فریدریش آوگوست فون هایک، تاریخ‌نگار، اقتصاددان، نویسنده، و فیلسوف اتریشی (د. ۱۹۹۲)
- ۳۰ مه – ایروینگ تالبرگ، فیلمنامه‌نویس و تهیه‌کننده آمریکایی (د. ۱۹۳۶)
- ۱ ژوئن – ادوارد چارلز تیچمارش، ریاضی‌دان بریتانیایی (د. ۱۹۶۳)
- ۳ ژوئن – گئورگ فون بیکیشی، فیزیک‌دان مجارستانی (د. ۱۹۷۲)
- ۱۴ ژوئن – یاسوناری کاواباتا، نویسنده ژاپنی (د. ۱۹۷۲)
- ۱۱ ژوئیه – ئی بی وایت، شاعر و نویسنده آمریکایی (د. ۱۹۸۵)
- ۱۷ ژوئیه – جیمز کاگنی، بازیگر آمریکایی (د. ۱۹۸۶)
- ۱۳ سپتامبر – کورنلیو زلا کودرانو، سیاستمدار راست‌گرای رومانیایی و رهبر حزب گارد آهنین (د. ۱۹۳۸)
- ۳ اکتبر – گرترود برگ، بازیگر و فیلمنامه‌نویس آمریکایی (د. ۱۹۶۶)
- ۴ اکتبر – فرانتس یوناس، سیاست‌مدار اتریشی و رئیس‌جمهور این کشور (د. ۱۹۷۴)
- ۲۰ اکتبر – اولین برنت، بازیگر آمریکایی (د. ۱۹۷۵)
- ۲۲ نوامبر – هوگی کارمایکل، پیانیست، بازیگر و آهنگساز آمریکایی (د. ۱۹۸۱)
- ۳ دسامبر – هایاتو ایکدا، سیاست‌مدار ژاپنی و نخست‌وزیر این کشور (د. ۱۹۶۵)

## درگذشت‌ها
- ۱۶ فوریه – فلیکس فوره، سیاست‌مدار فرانسوی و هفتمین رئیس‌جمهور این کشور (ز. ۱۸۴۱)
- ۱۸ فوریه – سوفوس لی - ریاضی‌دان نروژی
- ۷ آوریل – پیتر ریکه، فیزیک‌دان هلندی (ز. ۱۸۱۲)
- ۴ ژوئن – ائوجنیو بلترامی، ریاضی‌دان ایتالیایی (ز. ۱۸۳۵)
- ۲۱ نوامبر – گرت هوبارت، سیاست‌مدار آمریکایی و معاون رئیس‌جمهور ایالات متحده (ز. ۱۸۴۴)